# 艾麗斯維爾 (堪薩斯州)
艾麗斯維爾（Aliceville）為美國堪薩斯州科菲縣的一座非建制地區。海拔高度342公尺（1,122英尺），聯邦資料處理標準代碼為20-01175，地名資訊系統編號為477865。

## 歷史
此社區的郵政局於1883年7月20日開設，期間持續營運直到1994年7月1日裁撤。